# Värsta vännerna
Värsta vännerna är en svensk ungdomserie från 2008. Serien har visats i Hej hej sommar på SVT sommaren 2008.

## Handling
Oskar har inga vänner och blir mobbad av några killar i klassen, därför spelar han onlinespel hela tiden på datorn. På onlinespelet han spelar har han träffat Kim som också befinner sig i samma situation som han. Men en dag så får de båda datorförbud och får vara utan dator i en månad. Men Kim finner en lösning att de kan hålla kontakten via mobilerna och ge uppdrag till varandra, vilket Oskar också tycker att det är en bra idé.